# Пета (Арта)
Пета (греч. Πέτα) — малый город в Греции. Расположен на высоте 129 м над уровнем моря, на левом берегу реки Арахтос, к востоку от Арты. Административный центр общины Николаос-Скуфас в периферийной единице Арта в периферии Эпир. Население 1563 человека по переписи 2011 года.

## История
Во время Греческой национально-освободительной революции 1821—1829 годов произошла в 1822 году битва при Пета.
До 1989 года (ΦΕΚ 228Α) назывался Петас (Πέτας).

## Сообщество
Община Петас (Δήμος Πέτα) создана в 1883 году (ΦΕΚ 126Α), община упразднена и сообщество Петас (Κοινότητα Πέτα) создано в 1912 году (ΦΕΚ 254Α), в 1989 году (ΦΕΚ 228Α|) переименовано в Пета, в 1994 году (ΦΕΚ 133Α) вновь создана одноимённая община, в 1997 году (ΦΕΚ 244Α) к общине присоединено сообщество Маркиньяда. В 2010 году (ΦΕΚ 87Α) по программе «Калликратис» община Пета упразднена и создана община Николаос-Скуфас при слиянии упразднённых общин Арахтос, Комботион и Пета, а также сообщества Коменон. Город Пета стал административным центром общины. В сообщество входит семь населённых пунктов. Население 4105 человек по переписи 2011 года. Площадь 42,288 квадратных километров.
| Населённый пункт | Население (2011), человек |
| ---------------- | ------------------------- |
| Айос-Димитриос   | 1482                      |
| Амфитея          | 480                       |
| Ано-Айи-Анарьири | 358                       |
| Клистон          | 119                       |
| Неохоракион      | 93                        |
| Пета             | 1563                      |
| Пурнари          | 10                        |

## Население
| Год  | Население, человек |
| ---- | ------------------ |
| 1991 | 1887               |
| 2001 | 1993               |
| 2011 | ↘ 1563             |